# Grande Prêmio da Alemanha de 1974
Resultados do Grande Prêmio da Alemanha de Fórmula 1 realizado em Nürburgring em 4 de agosto de 1974. Décima primeira etapa da temporada, teve como vencedor o suíço Clay Regazzoni, da Ferrari.

## Resumo
Foi a primeira vitória de Clay Regazzoni desde o Grande Prêmio da Itália de 1970 e única vitória do piloto na temporada.

## Classificação da prova
| Pos. | Nº | Piloto               | Construtor        | Voltas | Tempo/Diferença        | Grid | Pontos |
| ---- | -- | -------------------- | ----------------- | ------ | ---------------------- | ---- | ------ |
| 1    | 11 | Clay Regazzoni       | Ferrari           | 14     | 1:41:35.0              | 2    | 9      |
| 2    | 3  | Jody Scheckter       | Tyrrell-Ford      | 14     | + 50.7                 | 4    | 6      |
| 3    | 7  | Carlos Reutemann     | Brabham-Ford      | 14     | + 1:23.3               | 6    | 4      |
| 4    | 1  | Ronnie Peterson      | Lotus-Ford        | 14     | + 1:24.2               | 8    | 3      |
| 5    | 2  | Jacky Ickx           | Lotus-Ford        | 14     | + 1:25.0               | 9    | 2      |
| 6    | 16 | Tom Pryce            | Shadow-Ford       | 14     | + 2:18.1               | 11   | 1      |
| 7    | 9  | Hans-Joachim Stuck   | March-Ford        | 14     | + 2:58.7               | 20   |        |
| 8    | 17 | Jean-Pierre Jarier   | Shadow-Ford       | 14     | + 3:25.9               | 18   |        |
| 9    | 26 | Graham Hill          | Lola-Ford         | 14     | + 3:26.4               | 19   |        |
| 10   | 15 | Henri Pescarolo      | BRM               | 14     | + 4:17.7               | 24   |        |
| 11   | 18 | Derek Bell           | Surtees-Ford      | 14     | + 5:17.7               | 25   |        |
| 12   | 8  | José Carlos Pace     | Brabham-Ford      | 14     | + 6:26.3               | 17   |        |
| 13   | 10 | Vittorio Brambilla   | March-Ford        | 14     | + 8:43.1               | 23   |        |
| 14   | 32 | Ian Ashley           | Token-Ford        | 13     | + 1 volta              | 20   |        |
| 15   | 33 | Mike Hailwood        | McLaren-Ford      | 12     | Acidente               | 12   |        |
| Ret  | 19 | Jochen Mass          | Surtees-Ford      | 10     | Motor                  | 13   |        |
| Ret  | 24 | James Hunt           | Hesketh-Ford      | 10     | Câmbio                 | 10   |        |
| Ret  | 4  | Patrick Depailler    | Tyrrell-Ford      | 5      | Acidente               | 5    |        |
| Ret  | 20 | Arturo Merzario      | Iso-Marlboro-Ford | 5      | Acelerador             | 16   |        |
| Ret  | 14 | Jean-Pierre Beltoise | BRM               | 4      | Sistema de combustível | 15   |        |
| Ret  | 22 | Vern Schuppan        | Ensign-Ford       | 4      | Câmbio                 | 22   |        |
| Ret  | 5  | Emerson Fittipaldi   | McLaren-Ford      | 2      | Suspensão              | 3    |        |
| Ret  | 21 | Jacques Laffite      | Iso-Marlboro-Ford | 2      | Suspensão              | 21   |        |
| Ret  | 28 | John Watson          | Brabham-Ford      | 1      | Suspensão              | 14   |        |
| Ret  | 12 | Niki Lauda           | Ferrari           | 0      | Acidente               | 1    |        |
| DSQ  | 6  | Denny Hulme          | McLaren-Ford      | 0      | Desclassificado        | 7    | [ 8 ]  |
| DNQ  | 37 | François Migault     | BRM               |        |                        |      |        |
| DNQ  | 23 | Tim Schenken         | Trojan-Ford       |        |                        |      |        |
| DNQ  | 27 | Guy Edwards          | Lola-Ford         |        |                        |      |        |
| DNQ  | 30 | Larry Perkins        | Amon-Ford         |        |                        |      |        |
| DNQ  | 30 | Chris Amon           | Amon-Ford         |        |                        |      |        |
| DNQ  | 25 | Howden Ganley        | Maki-Ford         |        |                        |      |        |

## Tabela do campeonato após a corrida
| Pos. | Piloto             | Pontos |
| ---- | ------------------ | ------ |
| 1    | Clay Regazzoni     | 44     |
| 2    | Jody Scheckter     | 41     |
| 3    | Niki Lauda         | 38     |
| 4    | Emerson Fittipaldi | 37     |
| 5    | Ronnie Peterson    | 22     |

| Pos. | Construtor   | Pontos  |
| ---- | ------------ | ------- |
| 1    | Ferrari      | 57      |
| 2    | McLaren-Ford | 49 (51) |
| 3    | Tyrrell-Ford | 45      |
| 4    | Lotus-Ford   | 29      |
| 5    | Brabham-Ford | 15      |

- Nota: Somente as primeiras cinco posições estão listadas. Em 1974 os pilotos computariam sete resultados nas oito primeiras corridas do ano e seis nas últimas sete. Neste ponto esclarecemos: na tabela dos construtores figurava somente o melhor colocado dentre os carros do mesmo time.